# كوري تايلور
كوري تايلور (بالإنجليزية: Corey Taylor)‏ هو مغني وموسيقي وكاتب ومنشد وملحن وممثل أمريكي، ولد في 8 ديسمبر 1973 في الولايات المتحدة. بدأ مشواره المهني سنة 1990.

## وصلات خارجية
- كوري تايلور على موقع AS.com (الإسبانية)

- كوري تايلور على موقع IMDb (الإنجليزية)
- كوري تايلور على موقع روتن توميتوز (الإنجليزية)
- كوري تايلور على موقع ميوزك برينز (الإنجليزية)
- كوري تايلور على موقع رولينغ ستون (الإنجليزية)
- كوري تايلور على موقع إن إن دي بي (الإنجليزية)
- كوري تايلور على موقع أول ميوزيك (الإنجليزية)
- كوري تايلور على موقع ديسكوغز (الإنجليزية)
- كوري تايلور على موقع قاعدة بيانات الفيلم (الإنجليزية)